# دهستان خانکوک
دهستان خانکوک، دهستانی در بخش مرکزی شهرستان فردوس است. مرکز این دهستان روستای خانکوک است. این دهستان، بر اساس سرشماری سال ۱۳۹۵، ۲٬۵۶۱ نفر جمعیت داشته که نسبت به سرشماری ۱۰ سال قبل (۲٬۲۸۶ نفر در سال ۱۳۸۵)، رشد سالانه حدود ۱٫۱۵ درصد داشته‌است.
از روستاهای مهم این دهستان، می‌توان به خانکوک، حسین‌آباد، کجه و چاه‌نو اشاره کرد.